# Bateau en béton
Dans un bateau en béton, la matière principale de construction de la coque est en béton armé ou en ferro-ciment plutôt qu'en matériaux plus habituels comme le bois ou l'acier. Historiquement, quelques navires, dont certains de grandes dimensions, ont été bâtis avec cette technique à un moment où l'acier était rare. Plus récemment, des navires de plaisance et des canoës en béton sont construits.
Les avantages de la construction en béton sont le faible coût et la disponibilité des matériaux, les inconvénients sont d'importants coûts de main-d’œuvre et les frais d'exploitation. De plus, les navires en béton armé exigent des coques épaisses avec donc une masse importante à manœuvrer et un espace réduit pour le chargement.

## Historique

### La barque de Joseph Lambot en 1848

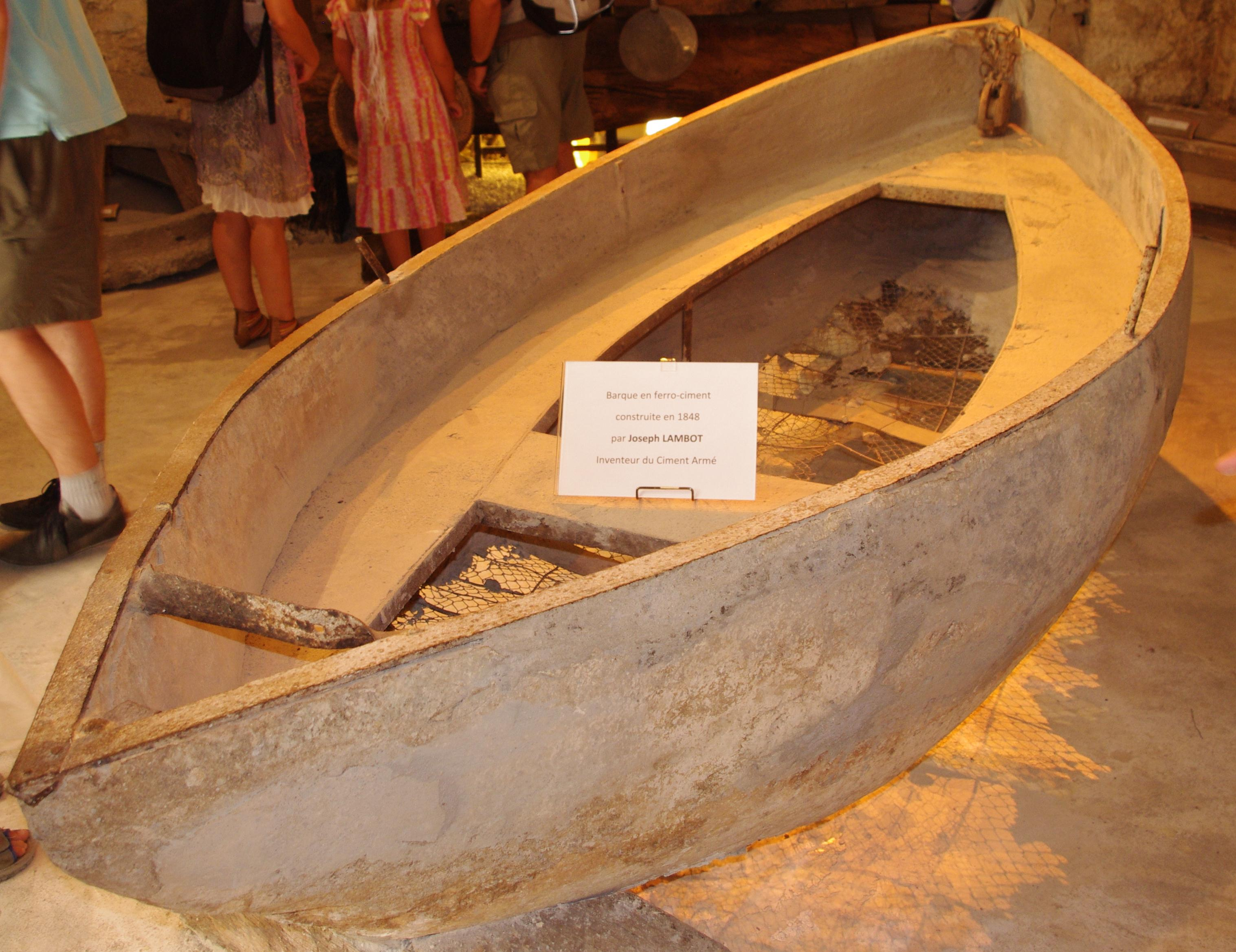
La barque en ferro-ciment de Joseph Lambot au musée de Brignoles.

La première embarcation en béton connue est une invention de l'ingénieur français Joseph Lambot. Il s'agit d'une barque en ciment armé d'un treillage de fer qui est testée en 1848 sur le lac de Besse-sur-Issole. Le prototype original est conservé au musée de Brignoles. Cette barque est brevetée le 30 janvier 1855 et présentée à l'exposition universelle de 1855.

### Débuts modestes
Des barges en béton armé commencent à être construites en Europe, surtout sur les canaux fluviaux. Vers 1896, un ingénieur italien, Carlo Gabellini, se lance dans la construction de petits navires dont le plus célèbre s'appelait Liguria.
Entre 1908 et 1914, de grandes barges en béton sont fabriquées en Allemagne, au Royaume-Uni, aux Pays-Bas, en Norvège, et en Californie. Les restes d'un navire britannique de ce type, le caboteur auxiliaire Violette (construit en 1919), sont toujours visibles dans la péninsule de Hoo, dans le Kent.

### Première Guerre mondiale
La période de fin de la Première Guerre mondiale voit l'apogée de la construction de grands navires en béton armé, principalement à cause de la pénurie d'acier.
Le 2 août 1917 est inauguré le Namsenfjord, un navire norvégien de 25 m (84 pieds), premier navire motorisé en béton armé destiné au voyage océanique. Devant ce succès, son concepteur, Nicolay Fougner, est invité par le gouvernement américain pour une étude sur la faisabilité de la construction de navires en béton armé aux États-Unis. À la tête de la Fougner Béton Shipbuilding Company, il dirige la construction de deux navires, le Sapona et le Cape Fear (qui fait naufrage le 30 octobre 1920 après une collision avec le City of Atlanta près de Providence entrainant la mort de 20 membres d'équipage).

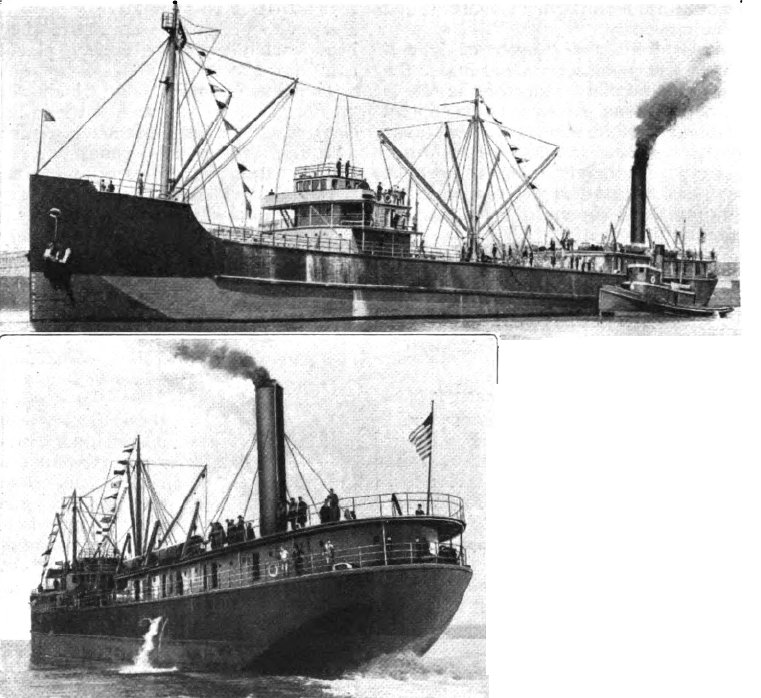
Le Faith en 1918.

Vers la même époque, un homme d'affaires californien, William Leslie Comyn (en), construit pour 750 000 $ un navire à vapeur de 6 125 tonneaux, le Faith. Lancé le 18 mars 1918, il est utilisé pour le transport de vrac jusqu'en 1921 où il est recyclé comme brise-lames à Cuba.
Le 12 avril 1918, le président Woodrow Wilson approuve un programme de construction de 24 navires militaires en béton pour la guerre. Lorsque la guerre a pris fin en novembre 1918, seulement 12 navires sont en construction et aucun n'est achevé. Ces 12 navires sont finalement terminés puis vendus à des entreprises privées.
Entre les deux guerres mondiales, la construction de navires en béton ne présente que peu d'intérêt commercial ou militaire.

### Seconde Guerre mondiale
En 1942, une nouvelle période de pénurie d'acier au cours de la guerre incite une fois de plus le gouvernement américain à commander 24 navires en béton. La construction débute en juillet 1943 dans les chantiers navals de Hookers Point à Tampa, en Floride qui employaient jusqu'à 6 000 ouvriers à son apogée. À la même époque, de grandes barges militaires en béton étaient également construites en Californie, sans motorisation.
En Europe, les barges de béton ont joué un rôle crucial dans les opérations du débarquement de Normandie où elles ont été utilisés dans la défense du Port Mulberry et comme pontons flottants. Certaines ont été équipées de moteurs et utilisées comme transports de troupes. Certains de ces navires sont aujourd'hui des épaves abandonnées dans l'estuaire de la Tamise. Une de ces barges qui avait échoué à Canvey Island a été détruite par vandalisme, le 22 mai 2003. D'autres barges en béton ont également été utilisées dans les opérations du Pacifique en 1944 et 1945.

## Vestiges et épaves
En raison même de leur construction en béton, plusieurs navires ont été transformés en brise-lames ou réutilisés. La plus grande concentration se trouve à Powell River (49° 51′ 55″ N, 124° 33′ 21″ O) Colombie-Britannique avec 10 navires, juste devant Kiptopeke Breakwater (37° 09′ 51″ N, 75° 59′ 29″ O) dans la baie de Chesapeake qui recycle 9 anciens navires militaires et à Purton (51° 44′ 14″ N, 2° 27′ 21″ O) avec 8 navires .
Autres navires visibles :
- Le Creteboom, abandonné dans le cours de la Moy (54° 08′ 08″ N, 9° 08′ 18″ O) près de la ville de Ballina en Irlande, est une attraction touristique locale.
- Une barge en béton, la Cretetree est échouée dans le port de l'île de Scalpay (Hébrides extérieures) (57° 52′ 37″ N, 6° 42′ 00″ O) en Écosse.
- Le San Pasqual, un ancien pétrolier, se trouve au large de la côte de Cayo Las Brujas (22° 37′ 24″ N, 79° 13′ 24″ O), à Cuba, où il a servi comme hôtel, puis comme base pour les plongeurs. Il est actuellement abandonné.
- L'épave de l'Atlantus (mise en service en 1919, naufrage en 1926), est visible au large de Cape May (38° 56′ 40″ N, 74° 58′ 19″ O) dans le New Jersey.
- Le pétrolier Selma, est situé au nord-ouest de la jetée de pêche au Seawolf Park à Galveston (29° 20′ 39″ N, 94° 47′ 11″ O). Le navire a été lancé le jour-même du Traité de Versailles mettant fin à la Première Guerre mondiale. Il fut finalement utilisé comme pétrolier dans le Golfe du Mexique[2].
- Le Palo Alto, citerne en béton qui a été lancé le 29 mai 1919, fut plus tard transformé en un quai d'attractions. Il est encore visible à la Seacliff State Beach(36° 58′ 11″ N, 121° 54′ 50″ O), près de Aptos en Californie.
- Le YOGN 42, est échoué à Shipwreck Beach(20° 55′ 17″ N, 156° 54′ 37″ O), sur la rive nord de Lanai à Hawaii.
- La péniche Louise-Catherine, monument historique, amarrée dans le 13e arrondissement de Paris.

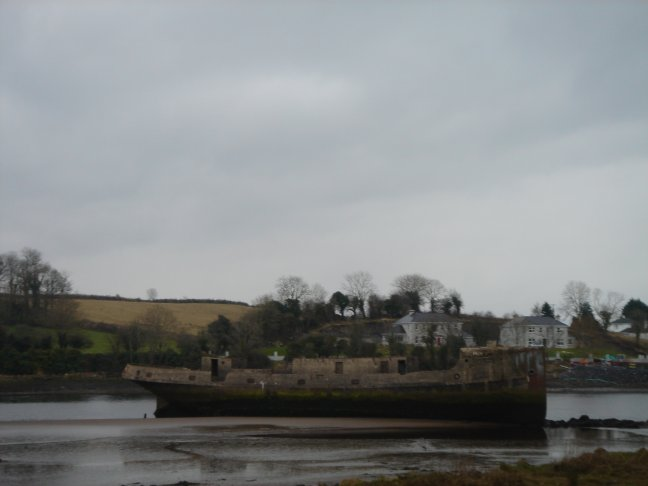
SS Creteboom
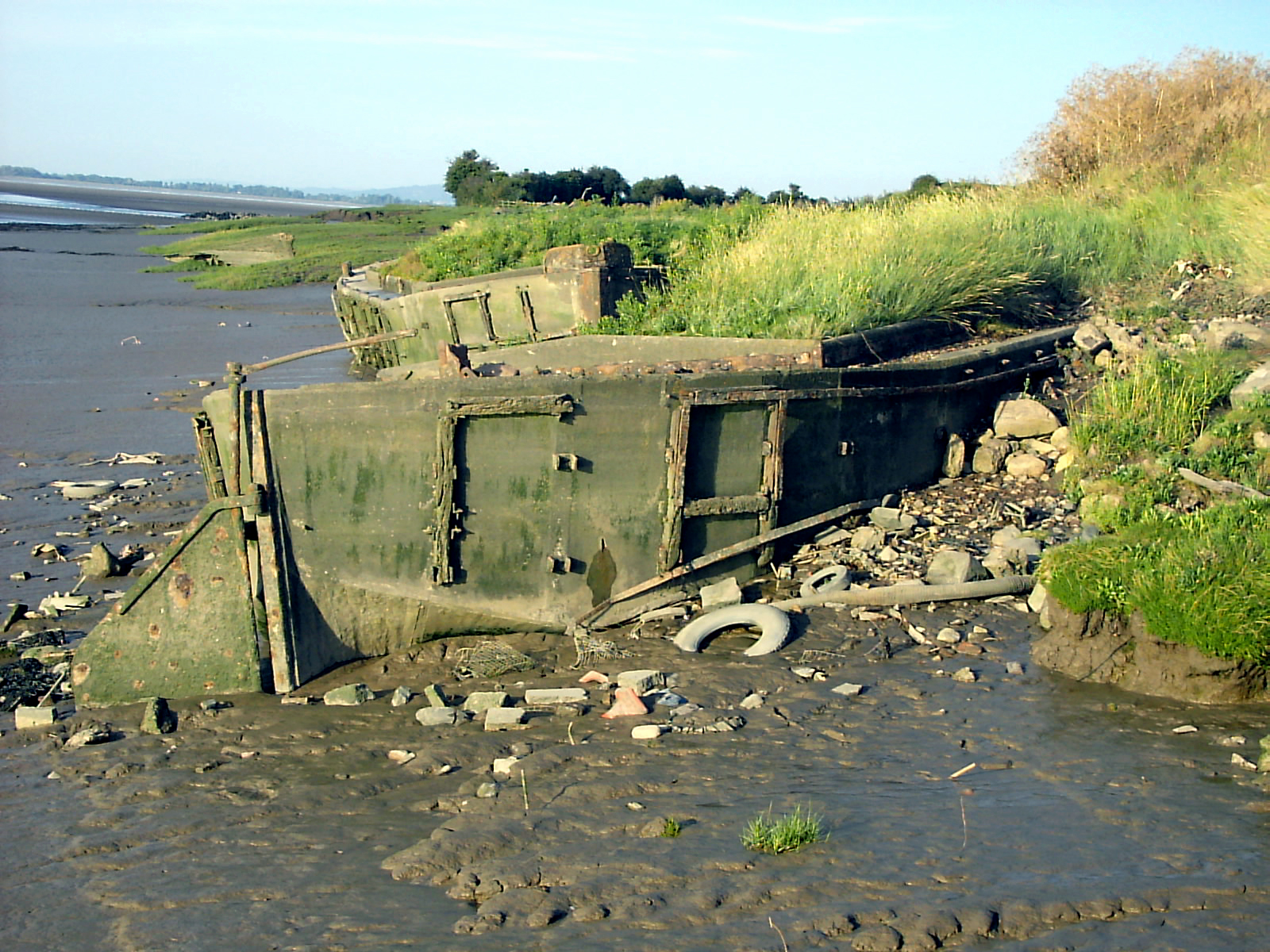
At Purton
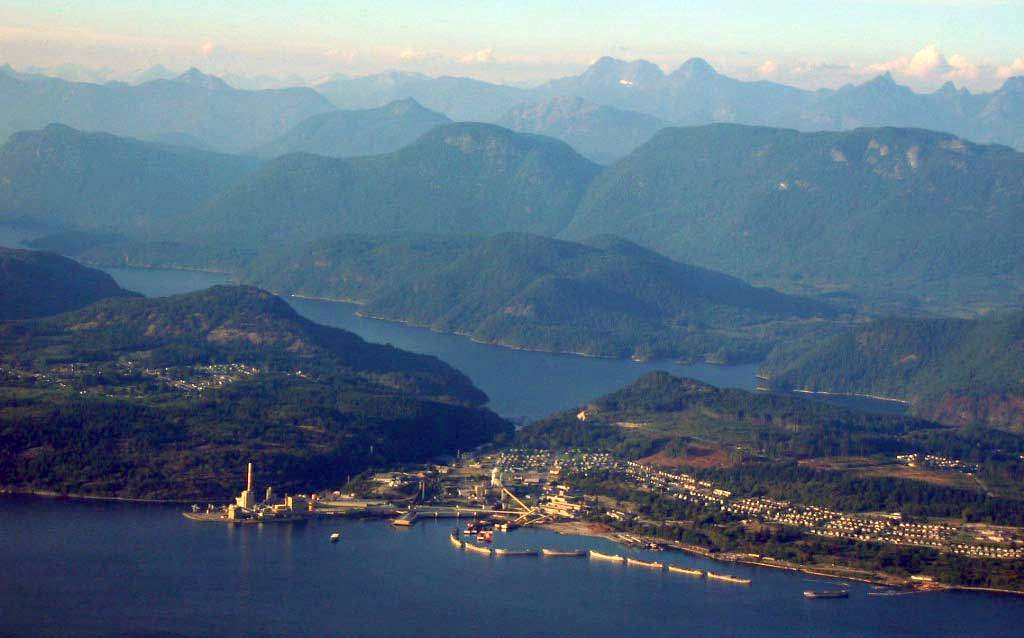
Powell River
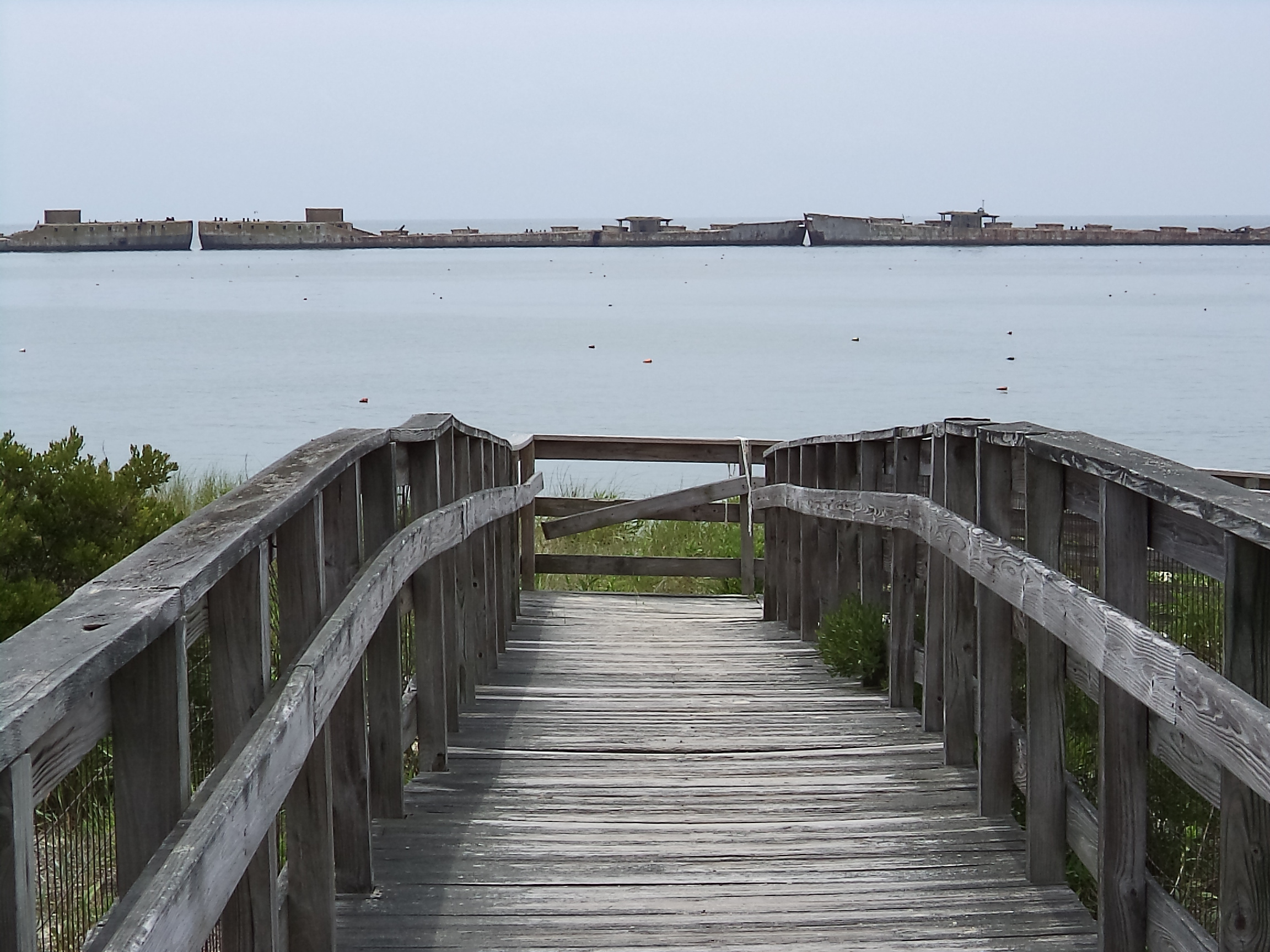
Kiptopeke
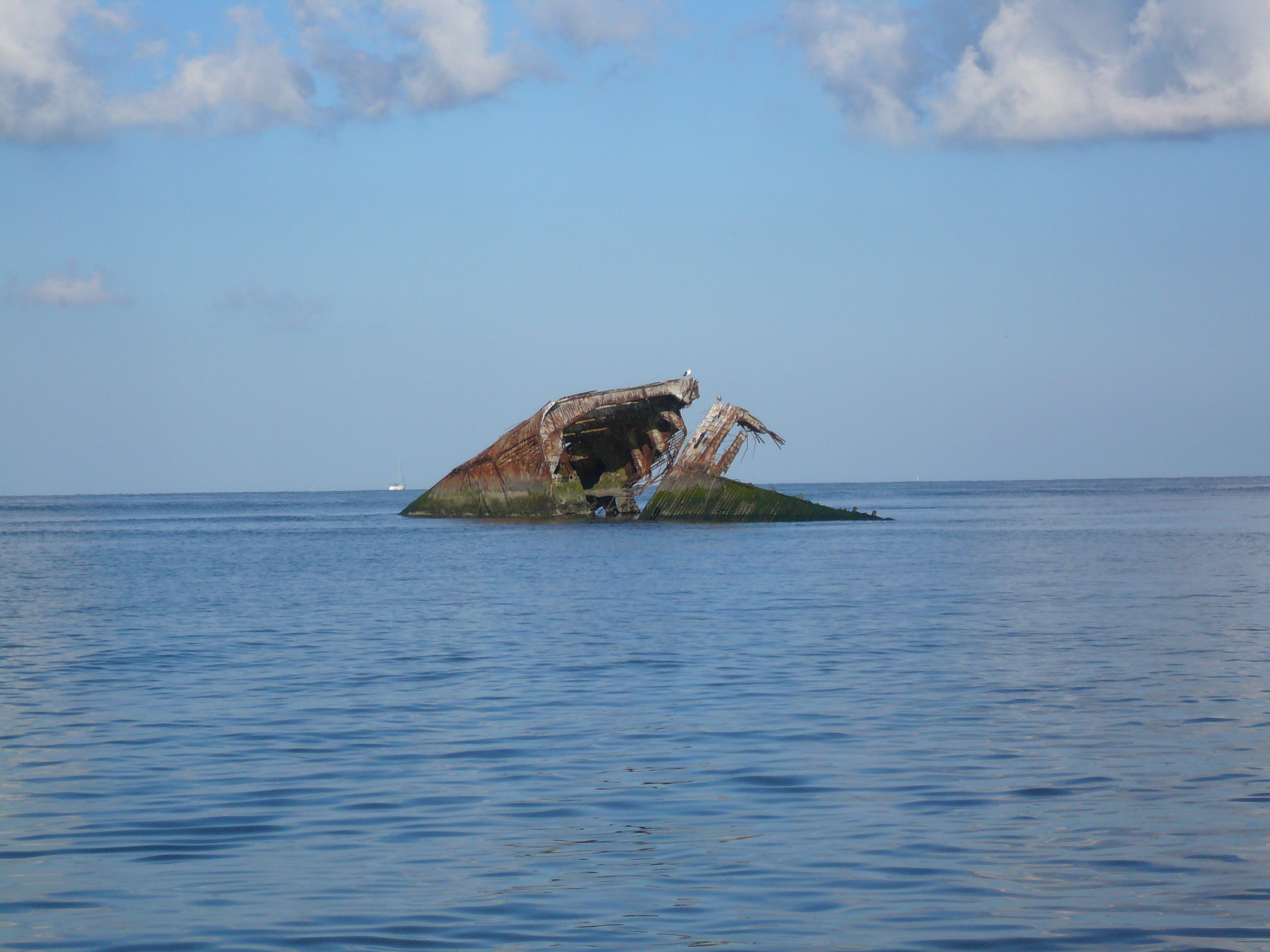
SS Atlantus
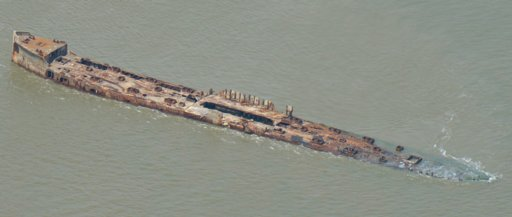
SS Selma
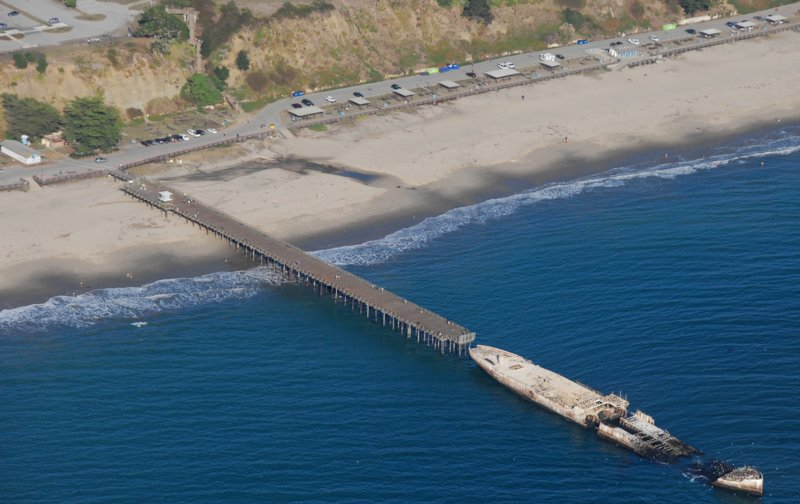
SS Palo Alto
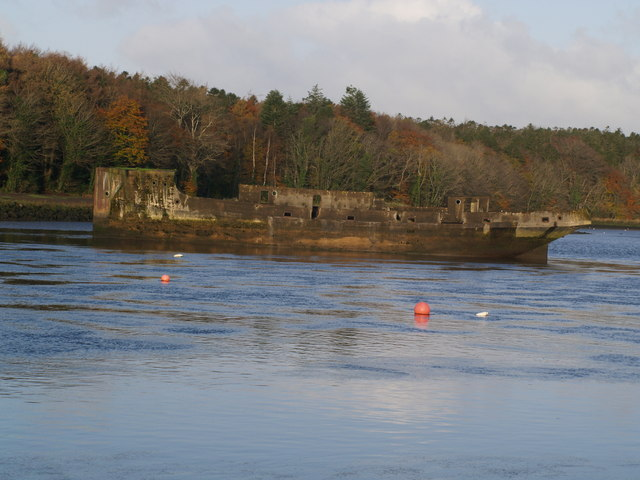
Le Creteboom
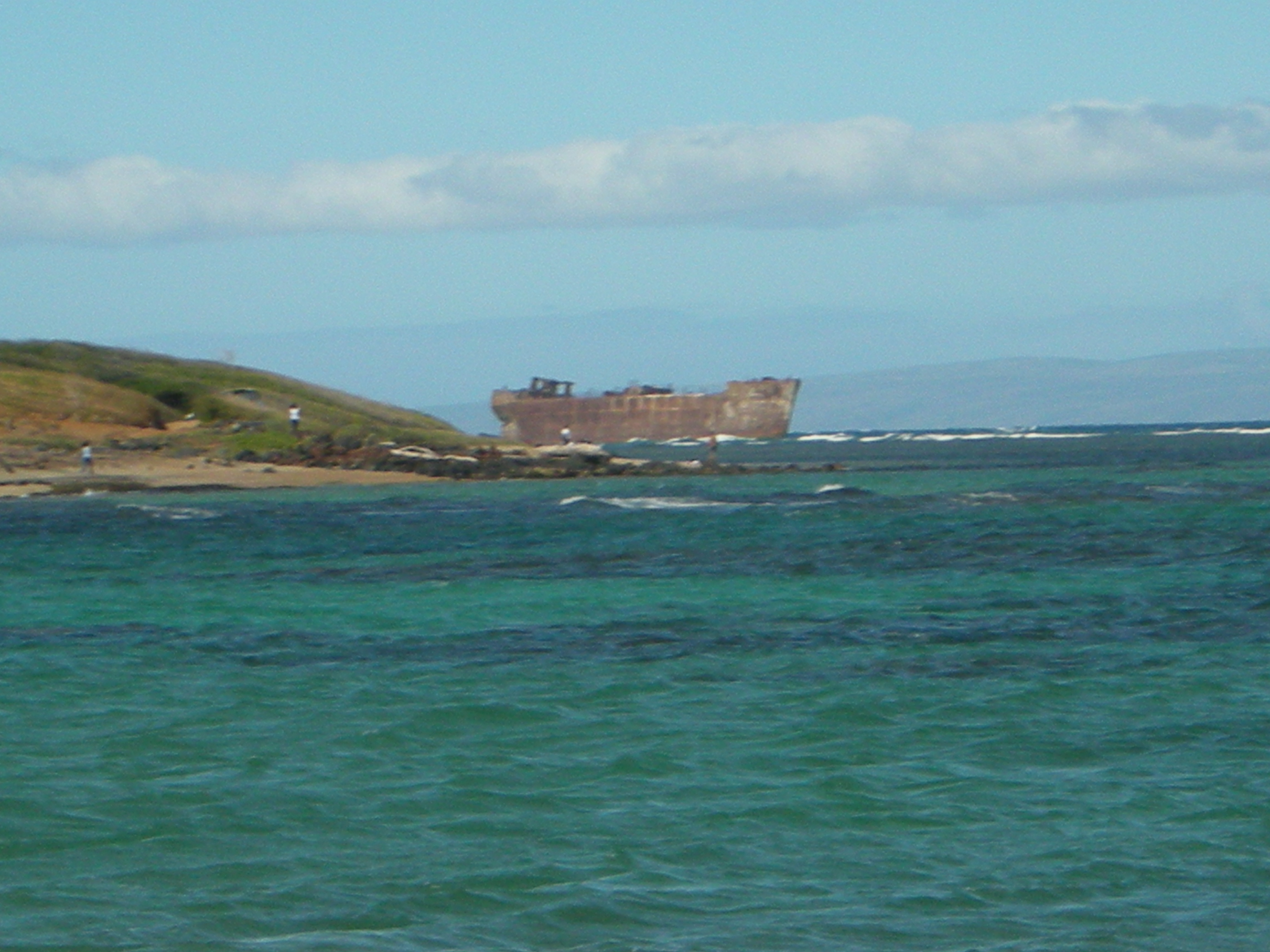
YOGN 42
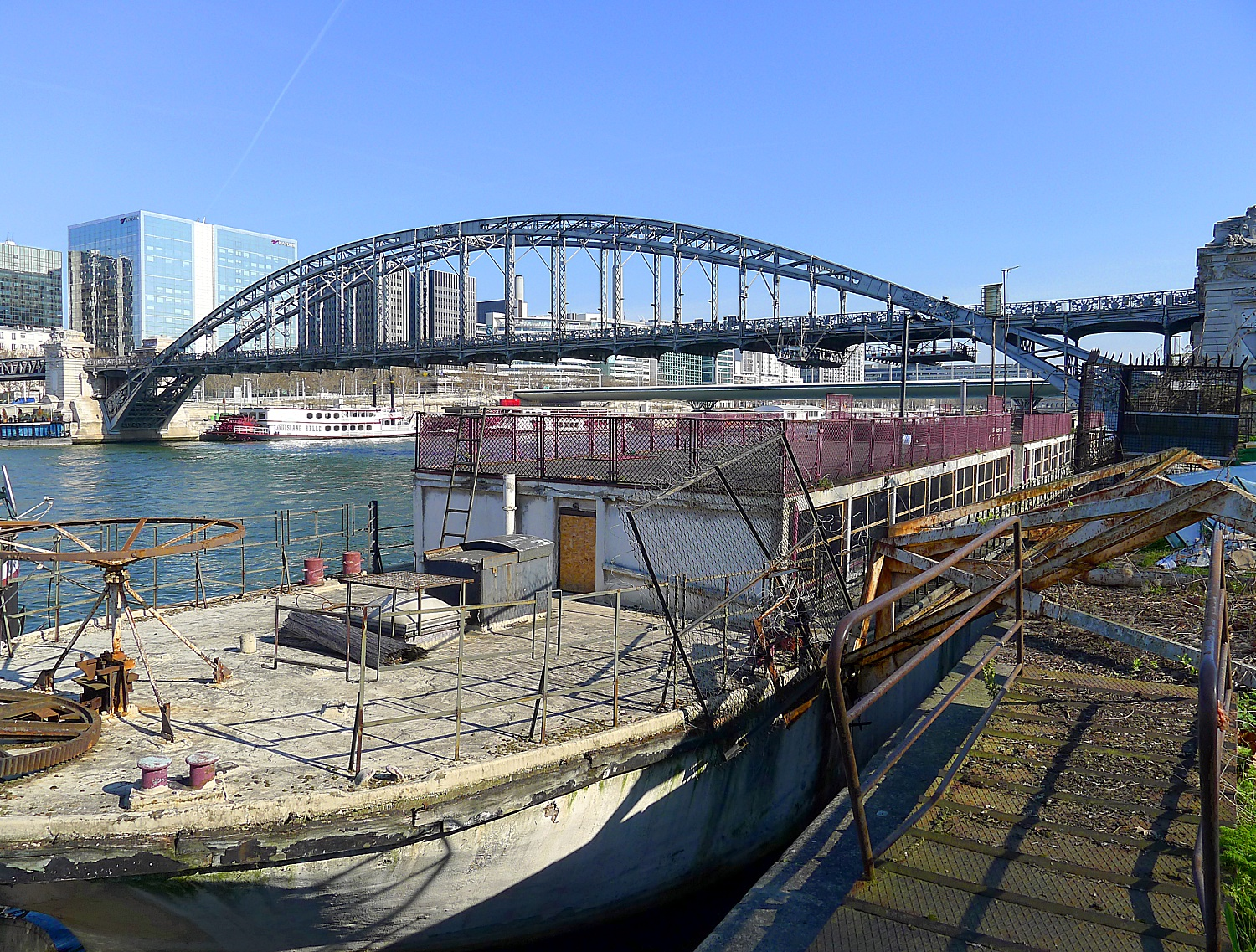
Louise-Catherine

Dans les années 1950, une péniche en béton armé, la Vipère, se trouvait dans le bassin du Commerce de Cherbourg (aujourd'hui Cherbourg-en-Cotentin) et était utilisée pour stocker le charbon des remorqueurs qui chauffaient encore avec ce combustible.
Sur le canal de la Martinière - situé au Pellerin (le bac pour traverser la Loire près de Nantes) -  se trouvent 2 barges à grain en béton armé. Le gouvernail en acier est devenu le perchoir des cormorans à l'affût.[réf. nécessaire]

## Aujourd'hui

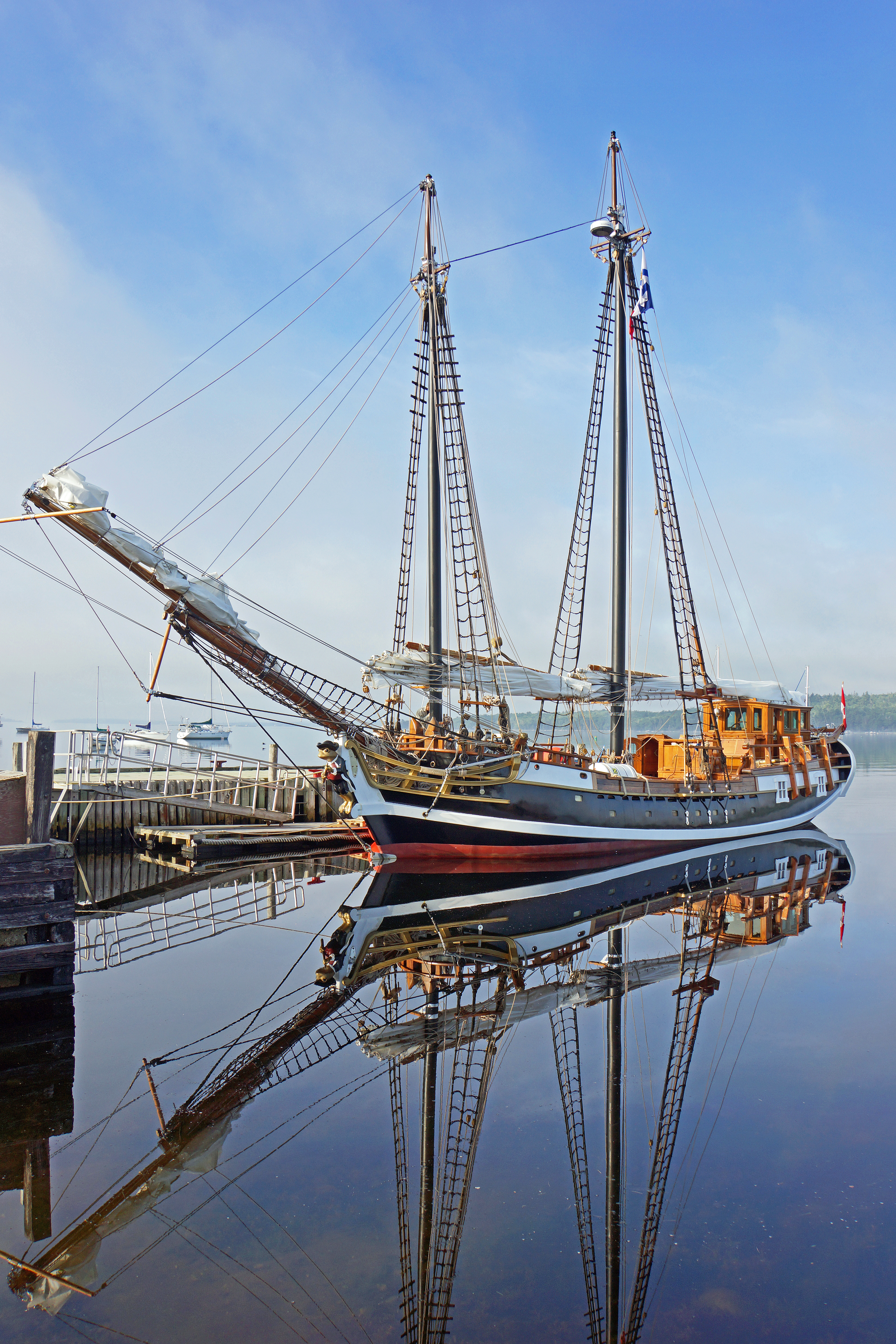
Réplique récente avec une coque en ferro-ciment d'une ancienne goélette.

Certains amateurs fabriquent eux-mêmes leur bateau en ferro-ciment en raison de la relative facilité de mise en œuvre et d'un prix de revient modéré. Des plans pour de telles embarcations sont disponibles depuis 1938. Il est possible de trouver également des conseils pour la construction de bateaux de pêche.
De nos jours, des canoës de béton sont utilisés, notamment lors d'une compétition sportive sous le patronage de l'American Society of Civil Engineers.